# Maidford
Maidford är en ort och civil parish i Storbritannien.   Den ligger i grevskapet Northamptonshire i riksdelen England, i den södra delen av landet, 100 km nordväst om huvudstaden London. Maidford ligger 154 meter över havet och antalet invånare är 168.
Terrängen runt Maidford är platt. Runt Maidford är det ganska tätbefolkat, med 129 invånare per kvadratkilometer. Närmaste större samhälle är Northampton, 18,0 km nordost om Maidford. Trakten runt Maidford består till största delen av jordbruksmark.